# Томори (футбольный клуб)
«Томо́ри» (алб. Futboll Klub Tomori Berat) — албанский футбольный клуб из Берата. Основан в 1923 году. Наивысшее достижение в чемпионате Албании — 2-е в сезоне 1999/00. В розыгрыше Кубка Албании 1963/64 клуб в финале уступил «Партизани». В настоящий момент выступает в Суперлиге Албании. Соперников принимает на стадионе «Томори», вмещающем 14 500 зрителей.

## Достижения
- Серебряный призёр чемпионата Албании: 1999/00[1]
- Победитель первого дивизиона Албании (4): 1930, 1950, 1969/70, 1976/77
- Финалист Кубка Албании: 1963/64[2]

## Выступления в еврокубках
- QR1 — 1-й квалификационный раунд

| Сезон   | Турнир | Раунд | Клуб  | Дома | В гостях | Сумма |
| ------- | ------ | ----- | ----- | ---- | -------- | ----- |
| 2000/01 | КУЕФА  | QR1   | АПОЭЛ | 2:3  | 0:2      | 2:5   |

## Результаты за 12 последних сезонов
| Сезон   | Дивизион                | Место |
| ------- | ----------------------- | ----- |
| 1999/00 | Албанская Суперлига     | 2     |
| 2000/01 | Албанская Суперлига     | 12    |
| 2001/02 | Албанская Суперлига     | 14    |
| 2002/03 | Первый дивизион Албании | 1     |
| 2003/04 | Первый дивизион Албании | 3     |
| 2004/05 | Первый дивизион Албании | 4     |
| 2005/06 | Первый дивизион Албании | 6     |
| 2006/07 | Первый дивизион Албании | 16    |
| 2007/08 | Первый дивизион Албании | 16    |
| 2008/09 | Второй дивизион Албании | 3     |
| 2009/10 | Второй дивизион Албании | 2     |
| 2010/11 | Первый дивизион Албании | 2     |
| 2011/12 | Албанская Суперлига     | 10    |